# Maxi Rolón
Pour les articles homonymes, voir Rolón.
 (mai 2022).
Si vous disposez d'ouvrages ou d'articles de référence ou si vous connaissez des sites web de qualité traitant du thème abordé ici, merci de compléter l'article en donnant les références utiles à sa vérifiabilité et en les liant à la section « Notes et références ».
Maximiliano Brian Rolón, plus connu comme Maxi Rolón, né le 19 janvier 1995 à Rosario (Argentine) et mort le 14 mai 2022, est un footballeur argentin qui évolue au poste d'attaquant.
En février 2015, il remporte le championnat d'Amérique du Sud des moins de 20 ans avec l'équipe d'Argentine. 
Son frère jumeau Leonardo Rolón, est lui aussi footballeur.

## Biographie

### Les débuts
Maxi Rolón commence à jouer avec le club d'Oroño, un club de quartier de Rosario. Très jeune, il suscite l'intérêt des observateurs. Il joue ensuite à Central Oeste. À l'âge de 10 ans, en 2005, il se rend en Espagne pour passer un test à La Masia, le centre de formation du FC Barcelone. Mais le test n'est pas concluant.
Il passe un nouveau test au Barça en 2009 avec son frère Leonardo. Maxi rejoint alors La Masia, mais pas son frère.
Maxi Rolón débute en 2009 avec les cadets B du Barça puis avec les cadets A entraînés par Francisco Javier García Pimienta. Lors de la saison 2013-2014, il joue avec les juniors A qui, sous les ordres de Jordi Vinyals, remportent le championnat d'Espagne et l'UEFA Youth League.

### FC Barcelone B
Lors de la saison 2014-2015, Maxi Rolón rejoint le FC Barcelone B entraîné par Eusebio Sacristán.

### Santos FC
Le 11 mars 2016, il rejoint Santos FC au Brésil.

## Équipe nationale
Le 10 janvier 2015, le sélectionneur argentin Humberto Grondona fait appel à Maxi Rolón et à son frère Leonardo pour le championnat d'Amérique du Sud des moins de 20 ans qui a lieu en Uruguay. Le 1er février, Maxi Rolón marque le premier but de la victoire 2 à 0 de l'Argentine sur le Brésil. Le 7 février 2015, Maxi est champion d'Amérique du Sud avec l'Argentine.

## Mort
Maxi Rolón meurt dans un accident de voiture le 14 mai 2022 à Casilda (Argentine), à l'âge de 27 ans.

## Style de jeu
Maxi Rolón est capable de jouer dans les trois positions d'attaque, aussi bien sur les ailes qu'au centre. Sa position favorite est cependant celle d'ailier droit. Il exerce une forte pression sur les adversaires et marque des buts avec facilité.

## Palmarès
Avec les juniors du FC Barcelone :
- Vainqueur de l'UEFA Youth League en 2014

Avec l'Argentine :
- Vainqueur du Championnat d'Amérique du Sud des moins de 20 ans en 2015